# Les Victimes de l'alcoolisme
Les Victimes de l'alcoolisme je francouzský němý film z roku 1902. Režisérem je Ferdinand Zecca (1864–1947). Film trvá zhruba pět minut a natočen byl podle naturalistického románu Émila Zoly z roku 1877 Zabiják.

## Děj
Film, který se skládá z pěti scén, zachycuje zpočátku šťastnou rodinu, která začne trpět, když se její otec oddá alkoholu.